# Spencer List
Spencer List, född 6 april 1998 i Florida, är en amerikansk barnskådespelare. 
List är bland annat känd för att ha varit med i Fringe, Law & Order: Special Victims Unit och Offspring. Han är även tvillingbror till Jessie-stjärnan Peyton List.